# Stenographia
Als Stenographia („geheimes Schreiben mit Licht“; auch bezeichnet als Cryptologia) bezeichnete Athanasius Kircher ein von ihm entwickeltes System der geheimen Nachrichtenübertragung. Dieses System verwendete – im Gegensatz zur optischen Telegrafie der Antike – einen Hohlspiegel, der mit den zu übertragenden Schriftzeichen beschriftet wird. Mit diesem Verfahren konnten militärische Kommandos bei direkter Sichtverbindung über eine Entfernung von bis zu rund dreieinhalb Kilometern „abhörsicher“ übermittelt werden. Kircher beschrieb dieses Verfahren 1671 in seiner Ars magna lucis et umbrae.
Siehe auch: Telegrafie, Nachrichtentechnik, Kryptographie